# 後宮からの誘拐
『後宮からの誘拐』（こうきゅうからのゆうかい、ドイツ語：Die Entführung aus dem Serail）K.384は、ヴォルフガング・アマデウス・モーツァルトが1782年に作曲した三幕からなるドイツ語オペラである。日本では『後宮からの逃走』とも呼ばれる（タイトルの日本語訳を参照）。
クリストフ・フリードリヒ・ブレッツナーが前年に発表した戯曲「ベルモンテとコンスタンツェ、または後宮からの誘拐 Belmont und Constanze, oder Die Entführung aus dem Serail 」を、ゴットリープ・シュテファニーが改作したものによる（ただし、シュテファニーはブレッツナーに無断で改作して曲を付けさせたため、ブレッツナーから激しく抗議された）。オペラの筋は、主人公ベルモンテが召使ペドリッロの助けを借りながら、恋人のコンスタンツェをトルコ人の太守セリムの後宮（ハレム）から救い出すというもの。モーツァルトの5大オペラのひとつとして高い人気を誇る。中ではもっとも若い時期の作であり、溌剌としたリズムと親しみやすいメロディにあふれ、標準的な台詞をふくめた上演時間もやや短めである。

## 概要
オーストリア皇帝ヨーゼフ2世の依頼により作曲された。1781年7月30日にシュテファニーから台本を受け取ったのちに作曲を開始した。同年9月にウィーンを訪問するロシアの大公の歓迎式典で演奏される予定だったが、大公の訪問が11月に延期されたうえ別の曲が使われることになったため、モーツァルトは曲の構成を練り直して翌1782年5月19日に完成。そして7月16日、ウィーンのブルク劇場で初演された。モーツァルトは前年に故郷のザルツブルクからウィーンに移住したばかりであったが、初演の成功によりウィーンでの名声を確立した。このオペラは、ブルク劇場でドイツ語オペラを成功させるという、皇帝の長年の望みを果たすものであった。それ以前にこの劇場で成功したドイツ語オペラは、外国語作品の模倣や翻訳によるものだけだったのである。
このオペラは、ジングシュピールと呼ばれるジャンルに属する。劇はセリフによって進行し、レチタティーヴォを欠いている。
このオペラは気楽な娯楽作品であり、モーツァルトの後期のオペラのような深い人物造形や深刻な側面はない（複雑な心理的葛藤はむしろ台詞役のセリムが多くを担う）。「エキゾチックな」トルコ文化の流行を反映しているのが特徴である。当時はトルコによるオーストリアへの軍事的な脅威がなくなったばかりだが、トルコへの刺激的な関心は残っていた時代であった。このオペラにはトルコ音楽（メフテルを参照）を西欧化したものが含まれる。モーツァルトはこれ以前の作品にもトルコ音楽を採用したことがある（ピアノソナタ第11番、ヴァイオリン協奏曲第5番を参照）。
オペラの登場人物もステレオタイプなトルコ観に基づいている。太守の家来で意地悪なオスミンが典型的で、低音の歌でさまざまな脅迫を加える。しかし、すべてにおいてステレオタイプなトルコ観に基づくわけではなく、物語は太守セリムの無私の行動によってクライマックスを迎える。
この太守セリムは、改宗イスラム教徒で、恐らくスペインでカトリックへの改宗を強制された改宗ユダヤ教徒に相応する人物であるとみられる。
スペインで改宗カトリック・イスラム人として酷い扱いを受け、身内の人間が処刑されたというような経歴の持ち主であると類推される。その経験がありながら、捉えたその迫害者の息子に対して復讐せずに、許すという寛容性を示したもので、バシャ役の表情からそうしたことが感じられるように演ずるのは至難の業と言える。ドイツオペラの台詞役の多くが笑わせ役（「こうもり」のフロッシュなど）や狂言回し役（「ナクソス島のアリアドネ」の執事長など）を受け持つのに対し、珍しくドラマの最中枢を担う役でもあり、高名な俳優が迎えられることも少なくない。
モーツァルトの後期のオペラと比べて筋や人物造形が単純であるとしても、音楽は緊張感に満ち、モーツァルトのもっとも劇的で複雑な難易度の高いアリアを含む。特に、オスミンのアリアには西欧のレパートリーでもっとも低いD音がある。これは、モーツァルトが作曲中に特定の歌手を想定して書いたものとの思われる。最初にオスミンを演じたのはルードウィッヒ・フィッシャーで、広い音域を楽々と跳躍する技量で知られていた。同様に、最初にコンスタンツェを演じたカタリーナ・カヴァリエリについて、モーツァルトは「コンスタンツェのアリアはカヴァリエリ嬢の柔軟な声に捧げました」と記している。これは、もっとも有名なアリアで、長大で精巧な「Martern aller Arten」（「どんな拷問が待っていようと」）を指していることは明らかである。
このオペラの音楽的な難しさについてよく知られているエピソードがある。上演のあとで皇帝がモーツァルトに「音符が多すぎる」と言ったのに対し、モーツァルトが「ちょうどよい数です、陛下」と答えたというものである（ただし、現代の研究者によれば、このエピソードの信憑性は疑わしいとされる）。
ちなみに、モーツァルトは1779年から1780年にかけて本作と同様の筋書きのオペラ（ヨーゼフ・セバスティアーニ台本、ヨハン・アンドレアス・シャハトナー補作）の作曲を試みたが未完に終わった。この曲にはタイトルも序曲も残っておらず、ヒロインの名前から便宜的に『ツァイーデ Zaide』（K.344）と呼ばれている（原作のタイトルは『後宮 Das Serail 』）。 2幕15曲からなり、第15曲の四重唱で太守が脱走を試みた主人公とヒロインの死を予告するところで作曲は中断している。
実は、『後宮からの誘拐』は『ツァイーデ』に代わる台本としてシュテファニーがモーツァルトに作曲を提案したものである。このことは、モーツァルトが父レオポルトへ宛てた1781年4月18日付けの手紙から判明している。モーツァルトが台本を受け取るのはこの3ヵ月後のことである。

## 登場人物、歌手、楽器
- 太守セリム（セリフのみの役）
- ベルモンテ、スペインの貴族（テノール）
- ペドリッロ、ベルモンテの召使（テノール）
- コンスタンツェ、ベルモンテの婚約者（ソプラノ）
- ブロンデ、コンスタンツェのイギリス人の召使（ソプラノ）
- オスミン、太守の監督官（バス）
- イェニチェリ、民衆の合唱

古典派のオーケストラにより伴奏される。オーケストラはトルコ音楽のためにバスドラム、シンバル、トライアングル、ピッコロによって増強される。それに加えて、2本ずつのフルート、オーボエ、クラリネット、ファゴット、ホルン、トランペット、およびティンパニと第1、第2ヴァイオリン、ヴィオラ、チェロ、コントラバスで構成される。ソロ歌手は上記の5人のみだが、合唱団のうち男女各2人は、セリム登場の際の合唱でごく短いソロパート（四重唱）を歌わなければならない。セリムは他のドイツオペラのセリフ役（「こうもり」のフロッシュ、「ナクソス島のアリアドネ」の執事長）が脇役であるのに対しドラマの本筋を支える影の主役ともいうべき存在であるため（セリフの量以上に出番も多い）、高名な俳優が迎えられることもある。
演奏時間は台詞付きで40分、60分、40分の計約2時間20分。
序曲は、終結部を変更した演奏会ヴァージョンが後年ヨハン・アンドレ社から出版されている。また、こうしたヴァージョンは、そのほかドナウエッシンゲン版やバスティアーン・ブロムハート版が存在する。

## あらすじ
- 場所：地中海の沿岸のどこかにある太守（ドイツ語で「Bassa」）の王宮。
- 時代：18世紀。

### 第1幕
ベルモンテは婚約者コンスタンツェを探している。コンスタンツェはイギリス人の女中ブロンデとともに海賊の手に落ち、太守セリムに売られたのだった（アリア「ここで会えるはずだ Hier soll ich dich denn sehen」）。太守の家来オスミンが庭にイチジクを摘みにやってくるが、ベルモンテのあいさつを無視する（アリア「かわい子ちゃんを見つけたら Wer ein Liebchen hat gefunden」）。ベルモンテは召使ペドリッロの情報を聞き出そうとする（二重唱「おまえの歌はもうたくさんだ Verwünscht seist du samt deinem Liede」）。オスミンは怒り出す（アリア「こういう風来坊の連中ときたら Solche hergelaufne Laffen」）。ベルモンテはペドリッロと再会し、コンスタンツェを誘拐することにする（アリア「コンスタンツェよ！君に再会するのだ Konstanze, dich wiederzusehen, dich」）。
イェニチェリの合唱（「偉大な太守を歌で迎えよう Singt dem groβen Bassa Lieder」）に伴われて、セリムがコンスタンツェと登場する。コンスタンツェはセリムの求愛を拒む（アリア「ああ私は恋し、本当に幸せでした Ach ich liebte, war so glücklich」）。ペドリッロの勧めによって、セリムはベルモンテをイタリアの建築家として雇う。しかし、オスミンはベルモンテを王宮に入れようとしない（三重唱「とっとと失せろ！ Marsch! Marsch! Marsch! Trollt euch fort!」）。

### 第2幕
ブロンデはオスミンの荒っぽい求愛を拒絶する（アリア「優しくして喜ばせて Durch zartlichkeit und schmeicheln」、二重唱「行くよ、でもペドリッロはやめておけ Ich gehe, doch rathe ich dir. Den Schurken Pedrillo zu meiden」）。コンスタンツェは悲嘆に暮れながらブロンデを迎える（アリア「悲しみが私の宿命となった Welcher Kummer herrscht in meiner Seele」）。セリムは暴力を使うと脅すが、コンスタンツェは苦痛も死も恐れないと答える（アリア「どんな拷問が待っていようと Martern aller Arten mögen meiner warten」）。
ペドリッロは恋人のブロンデに会い、ベルモンテが来て逃亡の用意をしていることを伝える。ブロンデは大喜びする（アリア「幸せと喜びが Welche Wonne, welche Lust」）。ペドリッロはオスミンを誘って酒を飲ませ、眠らせようとする（アリア「さあ戦いだ Frisch zum Kampfe」、二重唱「バッカス万歳！ Vivat Bacchus! Bacchus lebe!」）。この作戦は成功し、ベルモンテはコンスタンツェと再会する（四重唱「喜びの涙が流れるとき Wenn der Freude Tränen fliessen」）。ベルモンテとペドリッロは、コンスタンツェとブロンデの貞節を疑うが、誤解が解けて和解する（四重唱「ああベルモンテ、私の命 Ach Belmonte! Ach mein Leben!」）。

### 第3幕
ベルモンテとペドリッロがはしごを持って庭にやってくる（ベルモンテのアリア「お前の力が頼りだ Ich baue ganz auf deine Stärke」、ペドリッロのロマンツェ「黒人の国に囚われ Im Mohrenland gefangen war」）。ベルモンテはコンスタンツェを連れ出すことに成功するが、ペドリッロがブロンデと逃げ出そうとするときにオスミンに捕まる（アリア「ああ勝利だ O, wie will ich triumphieren」）。ベルモンテとコンスタンツェも衛兵に連行される。セリムはベルモンテが仇敵の息子であると知り、死刑を命令しようとする（二重唱「何という運命だろう Welch ein Geschick」）。しかし、セリムは二人の悲嘆を聞いて改心し、全員を釈放する。残忍な処刑を楽しみにしていたオスミンはろうばいする（フィナーレ「ご恩は決して忘れません Nie werd ich deine Huld verkennen」）。

## タイトルの日本語訳
『後宮からの誘拐』はドイツ語の原題の直訳であるが、日本では『後宮からの逃走』などと呼ばれることもある。タイトルの日本語訳の違いに関しては、歌劇《Die Entführung aus dem Serail》K.384 のタイトルについてに詳しい解説がある。

## カバー
第一幕でのセリム初登場の際に歌われる合唱曲は米国製TVアニメ『怪盗カルメンサンディエゴ』(1994)の主題歌として用いられた。リズムこそ現代化されているものの、メロディラインはかなり忠実に取り入れられている。